# Nagelspitz
Die Nagelspitz ist ein 1554 m ü. NHN hoher Gipfel in den Schlierseer Bergen.
Der wenig ausgeprägte Nebengipfel befindet sich in der Mitte des nordwärts gerichteten Grates vom Jägerkamp über Nagelspitz zur Talwand.
Trotz der geringen Ausprägung steht die Nagelspitz prägnant und vom Tal gut sichtbar im Grat und bricht auf der Nordseite markant in eine Schuttreise ab. Der Gipfel ist nur weglos und am Ende in leichter Kletterei zugänglich.